# Blount Nunatak
Il Blount Nunatak è un prominente nunatak antartico, picco roccioso isolato alto 1.630 m, situato 5 km a sudovest del Monte Lechner, nel Forrestal Range dei Monti Pensacola, in Antartide. 
Il nunatak è stato scoperto e fotografato il 13 gennaio 1956 nel corso di un volo transcontinentale nonstop dai membri dell'Operazione Deep Freeze I  della U.S. Navy in volo dal Canale McMurdo al Mar di Weddel e ritorno.
La denominazione è stata assegnata dall'Advisory Committee on Antarctic Names (US-ACAN) in onore di Hartford E. Blount, meccanico di aerei dello Squadron VX-6 dell'U.S. Navy durante l'Operazione Deep Freeze del 1956.